# كريستينا شميت
كريستينا شميت هي عارضة كندية، ولدت في 16 سبتمبر 1987 في واترلو في كندا.

## وصلات خارجية
- كريستينا شميت على موقع IMDb (الإنجليزية)
- كريستينا شميت على موقع قاعدة بيانات الفيلم (الإنجليزية)